# Ida Gramcko
Ida Gramcko Cortina (Puerto Cabello, 11 de octubre de 1924-Caracas, 2 de mayo de 1994) fue una poeta, dramaturga, ensayista, narradora, cuentista y periodista venezolana.

## Biografía
Nació en Puerto Cabello el 11 de octubre de 1924.Sus padres fueron Henrique José Gramcko Brandt y Elena Margarita Cortina Gramcko, quienes eran primos hermanos. Tuvieron dos hijas, Ida y la hermana menor Elsa Gramcko una notable pintora y escultora, cuya obra sigue la línea del arte abstracto.
Gramcko y su hermana no recibieron educación en una institución escolar debido a los temores del padre de que pudieran contraer enfermedades, pero en años posteriores estudia por un año en un colegio de comercio.Desde temprana edad se dedicó a escribir poesía y al estudio de las obras de reconocidos autores como Cervantes, Garcilaso de la Vega, Góngora, entre otros.
Cuando tenía quince años, la familia se residencia en Caracas. Se inició tempranamente en las letras con el poemario Umbral (1942), obra merecedora del Premio de la Asociación Cultural Interamericana (1941).
Durante el año de 1944 publicó varios libros, entre los que destacaron Cámara de cristal, Contra el desnudo corazón del cielo y La vara mágica.
En 1943, teniendo apenas diecinueve años y sin haber terminado sus estudios de bachillerato, se convierte en la primera reportera de periodismo policial y cronista en el diario El Nacional, en donde comienza su carrera como periodista, oficio que ejerce durante 50 años.
Trabajando en el diario, conoce al periodista José Domínguez Benavides, con quien se casó el primero de septiembre de 1945, aunque no tuvieron hijos.
En su juventud, llegó a entrevistar a personajes destacados de la historia venezolana como Rufino Blanco Fombona y Antonia Palacios. Colabora en la Revista Nacional de Cultura desde 1947 hasta 1963.
En 1948 fue enviada por el presidente Rómulo Gallegos para realizar labores diplomáticas como agregada cultural, en la Unión Soviética. Cargo que abandona a la caída del gobierno de Gallegos debido al golpe militar dirigido por el militar Marcos Pérez Jiménez.
En su estancia en Europa hace contacto con diversos autores y políticos como Robert Ganzo, Fedor Kelin y Golda Meier. Además, su obra La vara mágica es traducida al francés y el ruso.
De vuelta en su país publica varias obras de diversos géneros como la poesía y el teatro, entre las que resaltan Poemas, 1947-1952; Belén Silvera, Juan sin miedo y María Lionza.
En 1959, Ida comenzó a tener problemas psíquicos, y luego también enfermaría su hermana; el padre de ambas en su vejez también sufrió de depresión. Con ayuda médica y al terminar de atravesar este pasaje en su vida publica Poemas de una psicótica en 1964.
Con 38 años retoma sus estudios de primaria y de bachillerato por el sistema de libre escolaridad, logrando el título de bachiller en 1964.
A los cuarenta años egresa como Licenciada en Filosofía de la Universidad Central de Venezuela en 1968 y en donde dictó la cátedra de Poesía y Poetas en la Escuela de Letras.
En años posteriores ejerció la docencia en diversos centros educativos y universitarios de la nación. También continuo con su producción de obras y su labor de periodismo, publicando artículos en reconocidos diarios y revistas como El Diario de Caracas, El Globo, Élite y la Revista Nacional de Cultura e Imagen.
Tras su enfermedad mental comienza a alejarse de la vida pública. Con los años desarrolló diversas enfermedades crónicas y falleció en 1994 a causa de un accidente cerebrovascular cuando contaba con 69 años. Su muerte ocurrió apenas meses después de la de su hermana Elsa.

## Reconocimientos y legado

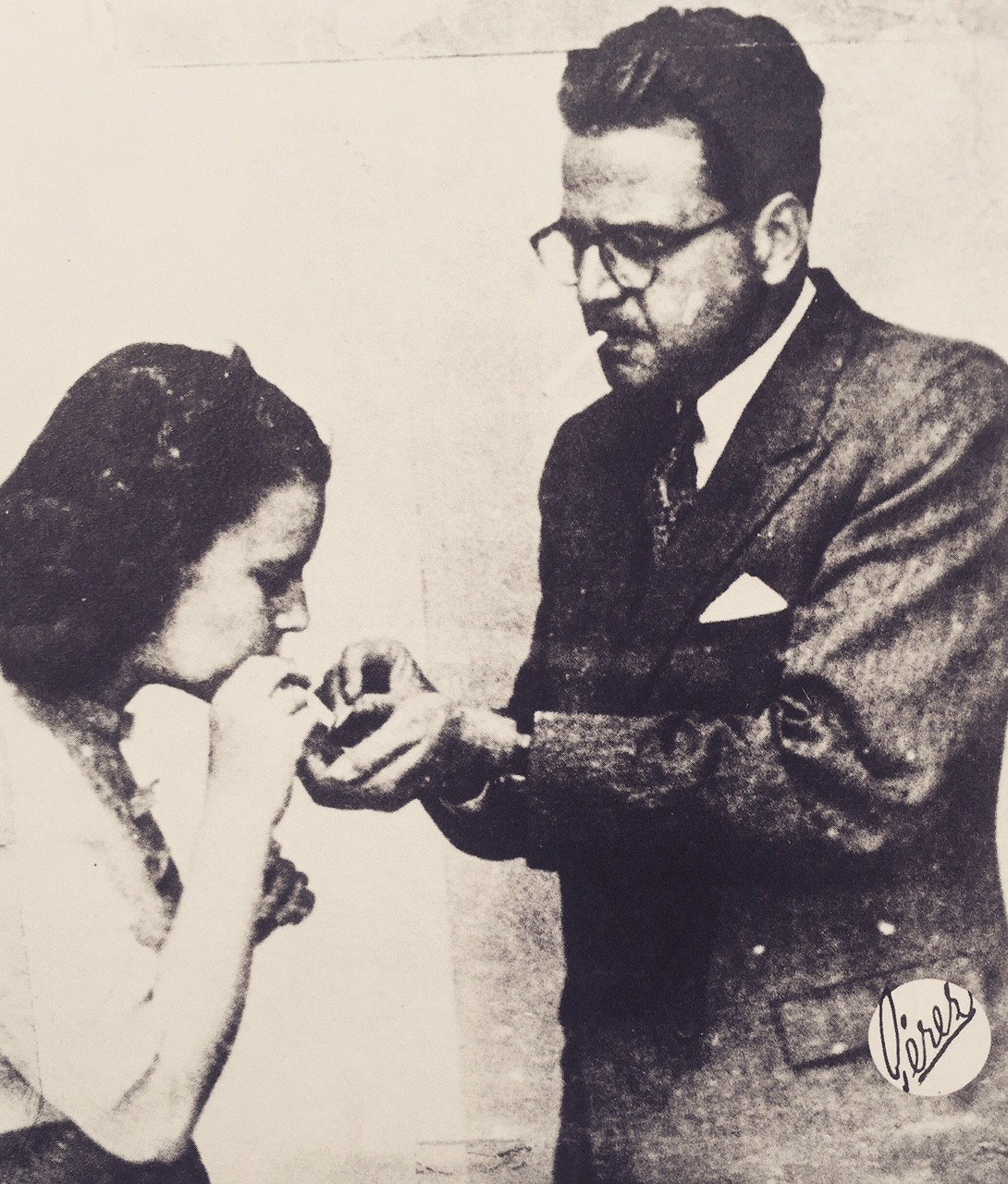
Gramcko y el escritor Mariano Picón Salas en 1946.

Varias de sus obras y poemas la valieron la aclamación de autores como Mariano Picón Salas, Andrés Eloy Blanco y Miguel Otero Silva.El crítico literario Guillermo Sucre elogió su obra y la consideró como «la doncella de nuestra poesía».
En 1977 se le concede el Premio Nacional de Literatura de Venezuela por su extensa obra, entre las que se incluía poemas, teatros, ensayos, reportajes, etc.En el año de 1979 el Ministerio de Relaciones Exteriores le otorga la orden Francisco de Miranda en su primera clase.
De acuerdo a algunos autores, su obra no ha sido suficientemente leída y estudiada en el país. Para estos, en parte de ella, desde posturas metafóricas se reflexiona sobre cuestiones filosóficas sobre lo complejo de la naturaleza humana, la libertad, problemas sociales y la historia del venezolano.
Autoras como Elizabeth Schön y Elisa Lerner han mencionado la influencia que ejerció Gramcko en sus obras.

## Obra
Dentro de su extenso repertorio de obras a lo largo de más de 40 años destacan:
- Umbral (1942)
- Cámara de Cristal (1943)
- Contra el desnudo corazón del cielo (1944)
- La Vara Mágica (1948)
- Poemas (1952)[17]
- Poesía y teatro (1955)
- María Lionza (1955)
- Juan sin miedo (1956)
- La dama y el oso (1959)
- Teatro (1961)
- Poemas de una psicótica (1964)
- Lo máximo murmura (1965)
- Sol y soledades (1966)
- Preciso y continuo. Monografía sobre el pintor Mateo Manaure (1967)
- El jinete de la brisa (1967)
- Este canto rodado (1967)
- Salmos (1968)
- 0 grados Norte Franco (1969)
- Los estetas, los mendigos, los héroes: poemas, 1958 (1970)
- Magia y amor del pueblo (1970)
- Tonta de capirote. Novela infantil autobiográfica (1972)
- Sonetos del origen (1972)
- La andanza y el hallazgo (1972)
- Tonta de capirote (1972)
- Mitos simbólicos (1973)
- Quehaceres, conocimientos, compañías (1973)
- Pirulerías (1980)
- Mito y realidad (1980)
- Ensayo sobre arte poética, el símbolo y la metáfora (1983)
- La mujer en la obra de Gallegos (1985)
- Salto Ángel (1985)
- Historia y fabulación en Mi delirio sobre el Chimborazo (1987)
- Obras escogidas (1988)
- Treno (1993)

## Premios
| Distinciones                                            | Obra                    | Año  |
| Premio de la Asociación Cultural Interamericana         | Umbral                  | 1942 |
| Premio Nacional de Novela José Rafael Pocaterra         | Juan sin miedo (novela) | 1957 |
| Premio de Teatro del Ateneo de Caracas                  | La rubiera              | 1958 |
| Premio de Teatro de la Universidad Central de Venezuela | Penélope                | 1960 |
| Premio José Rafael Pocaterra mención Prosa              | Poesía                  | 1961 |
| Premio Municipal de Poesía                              | El poeta                | 1962 |
| Premio de Poesía de la Universidad del Zulia            | Lo máximo murmura       | 1964 |